# Protektor (przedsiębiorstwo)
Protektor Spółka Akcyjna (wcześniej Lubelskie Zakłady Przemysłu Skórzanego Protektor SA) – giełdowa spółka obuwnicza z siedzibą w Lublinie.

## Historia
Początki przedsiębiorstwa sięgają 1944 roku. 14 sierpnia 1944 w Fabryce Obuwia w Lublinie ruszyła produkcja obuwia na potrzeb Armii Polskiej. W roku 1959 połączono Fabrykę Obuwia w Lublinie z Lubelskimi Zakładami Garbarskimi i w ten sposób powstały Lubelskie Zakłady Przemysłu Skórzanego im. Mariana Buczka. W 1976 do Lubelskich Zakładów włączono Lubartowskie Zakłady Garbarskie „Lugar” oraz Zakład Obuwia w Bychawie. 1977 do przedsiębiorstwa wszedł jeszcze Zakład Kaletniczo-Galanteryjny w Lublinie. W 1981 Zakład Garbarski w Lubartowie usamodzielnił się, a w 1994 zaprzestano produkcji obuwia w Bychawie. W wyniku przekształceń systemowych przełomu lat 80/90 doszło do przekształcenia przedsiębiorstwa w jednoosobową Spółkę Skarbu Państwa.
Od 1998 Protektor SA są spółką giełdową. Jej akcje notowane są na GPW w Warszawie. 31 maja 2007 pomiędzy Brill Grunstuckverwalttung GmbH Und Co, KG oraz LZPS Protektor S.A. podpisano akt dotyczący nabycia 75% udziałów w ABEBA Spezialschuh-Ausstatter GmbH oraz 75% udziałów w Inform Brill GmbH. 27 września 2007 podpisano umowę nabycia 100% akcji Prabos plus a.s. 25 listopada 2009 Protektor przejął pełną kontrole nad Grupą Abeba zakupując pozostałe 25% akcji.
20 listopada 2009 powstała spółka pod nazwą LZPS spółka z o.o. Zawiązano też Grupę Kapitałową Protektor w składzie PROTEKTOR S.A. z siedzibą w Lublinie, LZPS sp. z o.o. z siedzibą w Lublinie, Abeba Specialschuh-Ausstatter GmbH z siedzibą w St. Ingbert (Niemcy), Inform Brill GmbH z siedzibą w St. Ingbert (Niemcy) oraz Prabos Plus a.s. z siedzibą w Slavicinie (Czechy). Grupa posiada 3 zakłady produkujące obuwie: 1 w Polsce i 2 w Mołdawii.

## Nagrody
- zwycięstwo w kategorii „dynamika zysku netto w 2003 r.” w Rankingu Firm Lubelszczyzny ZŁOTA SETKA 2004.

## Produkty
- Trzewiki wz. 919/MON
- Trzewiki z gwoździami ochronnymi wz. 925/MON
- Trzewiki ćwiczebne tropikalne wz. 920P/MON
- Trzewiki letnie wz. 926/MON
- Trzewiki pilota letnie wz. 921/MON i zimowe wz. 922/MON
- Trzewiki GROM
- Trzewiki GROM-1
- Trzewiki ocieplane wz. 932/MON
- Trzewiki górskie
- Trzewiki COMMANDO